# Bisztynek (stacja kolejowa)
Bisztynek – nieistniejąca już stacja kolejowa w Bisztynku, w gminie Bartoszyce, w powiecie bartoszyckim w województwie warmińsko-mazurskim, w Polsce. Stacja została otwarta w dniu 1 września 1905 roku. Zlikwidowana została w 1945 roku przez Sowietów